# Westland Dragonfly
Il Westland WS-51 Dragonfly era un elicottero utility prodotto dall'azienda britannica Westland Aircraft su licenza della statunitense Sikorsky nella seconda parte degli anni quaranta.

## Storia

### Sviluppo
Nel dicembre nel 1946 la ditta inglese siglò un accordo con la Sikorsky che gli permetteva di produrre una versione leggermente modificata del Sikorsky H-5 da produrre in Gran Bretagna. Come gli apparecchi prodotti negli Stati Uniti anche le prime versioni inglesi disponevano di un motore a pistoni Alvis Leonides da 500 hp che fu poi successivamente sostituito da un motore a pistoni della Pratt & Whitney.
Il Westland Dragonfly fu quindi il primo elicottero costruito in Inghilterra ad entrare in servizio con le forze armate britanniche. Il 5 ottobre 1948 si alzò in volo il primo elicottero costruito negli stabilimenti inglesi. L'apparecchio che faceva parte del lotto A ricevette un motore a pistoni Alvis Leonides 521/1 da 500 hp mentre i velivoli costruiti nel lotto B ricevettero un motore R-985-B4 Wasp Junior da 450 hp della Pratt & Whitney. Il Westland Dragonfly fece infine da base progettuale per il Westland Widgeon, che riutilizzò molte delle soluzioni tecniche del Dragonfly.

### Impiego operativo
Il Dragonfly prese servizio con la Royal Navy nel soccorso marittimo e successivamente un'aliquota di velivoli fu anche utilizzata dalla Royal Air Force. L'apparecchio rimase in servizio fino agli anni cinquanta quando fu sostituito dal Westland Whirlwind.

## Varianti
Dragonfly HR.1
Versione costruita per la Royal Navy dotato di un radiale Alvis Leonides 50 da 540 hp (403 kW), fu costruito in 13 esemplari
Dragonfly HC.2
versione costruita per la Royal Air Force, fu costruito in tre esemplari.
Dragonfly HR.3
Versione per il soccorso in mare impiegato nella Royal Navy. Simile al Dragonfly HR.1, fu costruito in 58 esemplari
Dragonfly HC.4
Versione per il soccorso in dotazione alla RAF era simile al Dragonfly HR.3. Fu costruito in 12 esemplari.
Dragonfly HR.5
Versione per il soccorso della Royal Navy, era pressoché identico al Dragonfly HR.3.
Westland-Sikorsky WS-51 Mk 1A
Versione civile dotata di un motore da 520CV (388-kW) Alvis Leonides.
Westland-Sikorsky WS-51 Mk 1B
Versione civile dotata di un motore da 450-hp (336-kW) Pratt & Whitney R-985.
Westland/Sikorsky WS-51
Prototipo.

## Utilizzatori

### Civili
Belgio
- Sabena - tre elicotteri

 Regno Unito
- British European Airways

### Militari
Ceylon
- Royal Ceylon Air Force

operò con due esemplari.
 Egitto
- Royal Egyptian Air Force

operò con due esemplari.
 Francia
- Armée de l'air

operò con nove esemplari utilizzati in Indocina.
 Giappone
- Kaijō Jieitai

3 WS-51 in servizio dal 1954 al 1961.
- - 153rd Rescue Squadron
- Tohuku Electrics - due elicotteri per ispezioni.

 Iraq
- Royal Iraqi Air Force

operò con due esemplari.
 Italia
- Aeronautica Militare

operò con tre esemplari.
 Jugoslavia
- Jugoslovensko ratno vazduhoplovstvo i protivvazdušna odbrana

operò con 10 esemplari.
 Thailandia
- Kongthap Akat Thai

operò con 4 esemplari.
 Regno Unito
- Empire Test Pilot's School
- Royal Air Force - 15 esemplari
  - Central Flying School
  - No. 194 Squadron RAF
- Fleet Air Arm - 72 esemplari
  - No. 705 Squadron FAA
  - No. 771 Squadron FAA

## Esemplari attualmente esistenti
Sono ancora numerosi gli esemplari esistenti nel mondo, alcuni ancora in condizioni di volo. Questa una breve lista degli esemplari esposti in strutture museali:
- Dragonfly HR3 WG751 esposto al Chatham Historic Dockyard, Chatham, Gran Bretagna.
- Dragonfly HR5 WN403 esposto al Fleet Air Arm Museum a RNAS Yeovilton in Somerset, Gran Bretagna
- Dragonfly HR3 G-AJOV esposto al Royal Air Force Museum a RAF Cosford, Shropshire, Gran Bretagna
- WS-51 Mk.1B 11503 esposto presso il museo dell'aeronautica di Belgrado.